# Monnaie du Japon
La Monnaie du Japon (独立行政法人 造幣局, Dokuritsu Gyōsei Hōjin Zōheikyoku) est un organisme du gouvernement japonais. Elle a son siège principal à Osaka et des filiales à Tokyo et Hiroshima.

## Histoire
Parmi les premiers actes du gouvernement de Meiji, né en 1868, se trouve l'établissement de la Monnaie du Japon comme pas constructif vers la modernisation du système monétaire du Japon. Au début de l'ère Meiji, le billets de banque étaient initialement imprimés par Dondorf & Naumann en Allemagne. La production européenne était inspecté et scellé par le ministère des Finances. Un projet de construction d'une manufacture de billets fut soumis au grand conseil d'état en mai 1874 et approuvé en décembre de la même année. Un bâtiment style occidental rouge brique de deux étages fut achevé en octobre 1876. 
Au fil des années, les activités de l'organisme s'élargirent pour inclure la production de médailles et d'objets d'art en métal, les analyses et les tests des minerais et des minéraux, et le poinçonnage des métaux précieux.
L'organisme devint une agence administrative incorporée le 1er avril 2003.

### Siège principal d'Osaka
1. 1871 : Après une cérémonie d'inauguration, le travail de frappe de pièces commence. Le but de l'organisme est de rectifier la confusion qui régnait sur les pièces de monnaie, ce qui était une caractéristique quotidienne du shogunat Tokugawa.

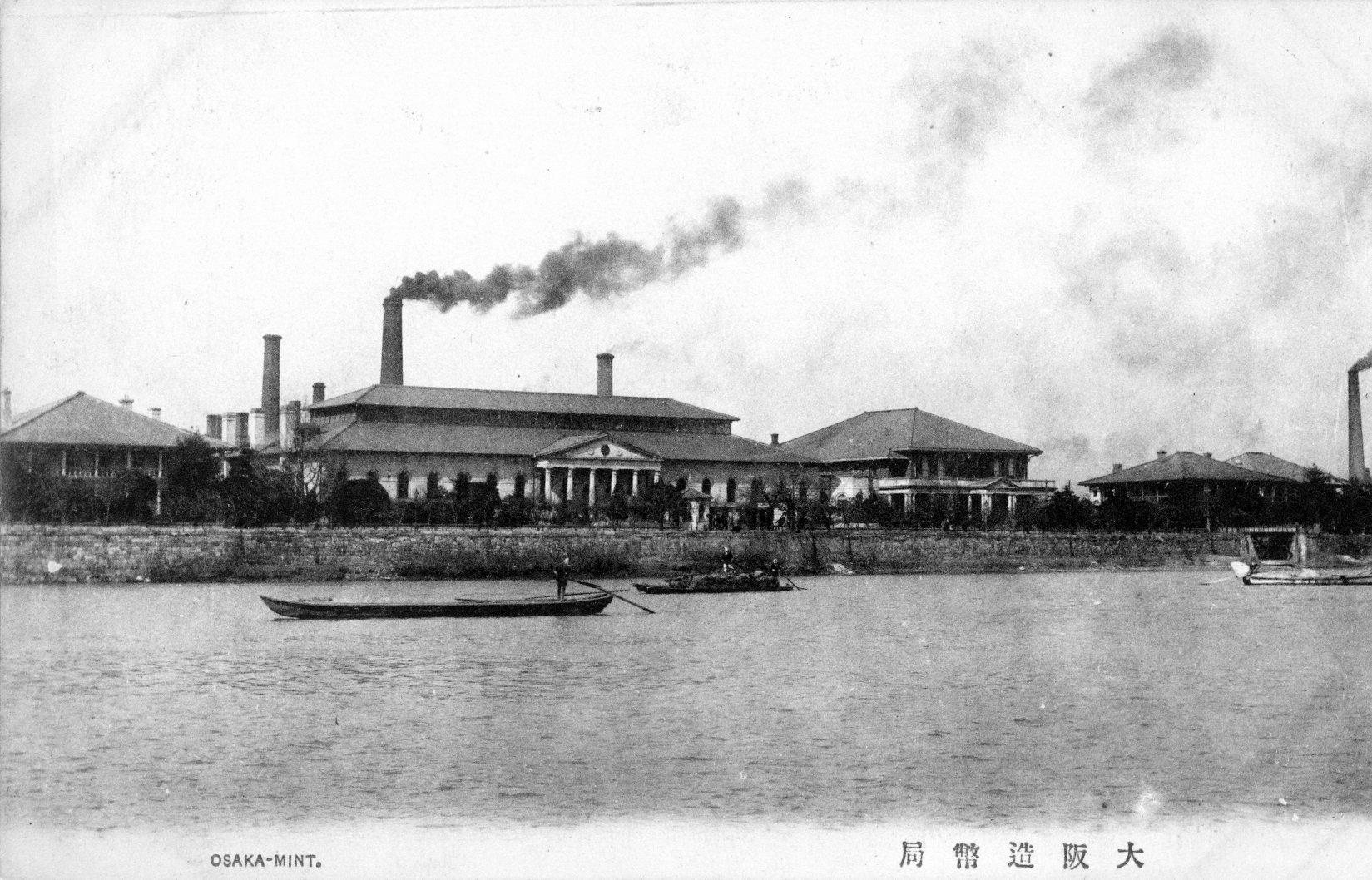
Vue générale de la Monnaie du Japon à Osaka.
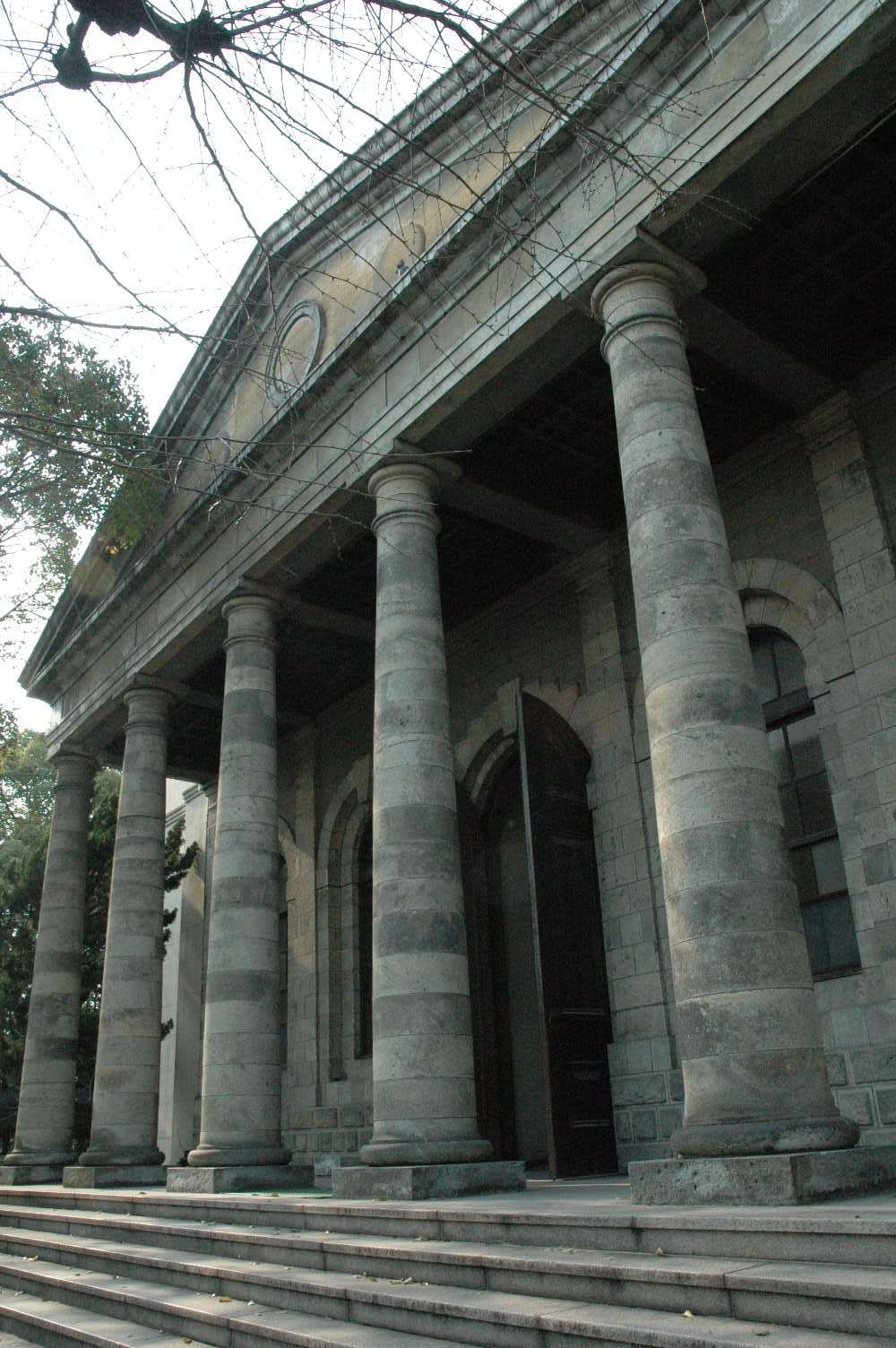
Ancien siège de la Monnaie du Japon, Osaka.
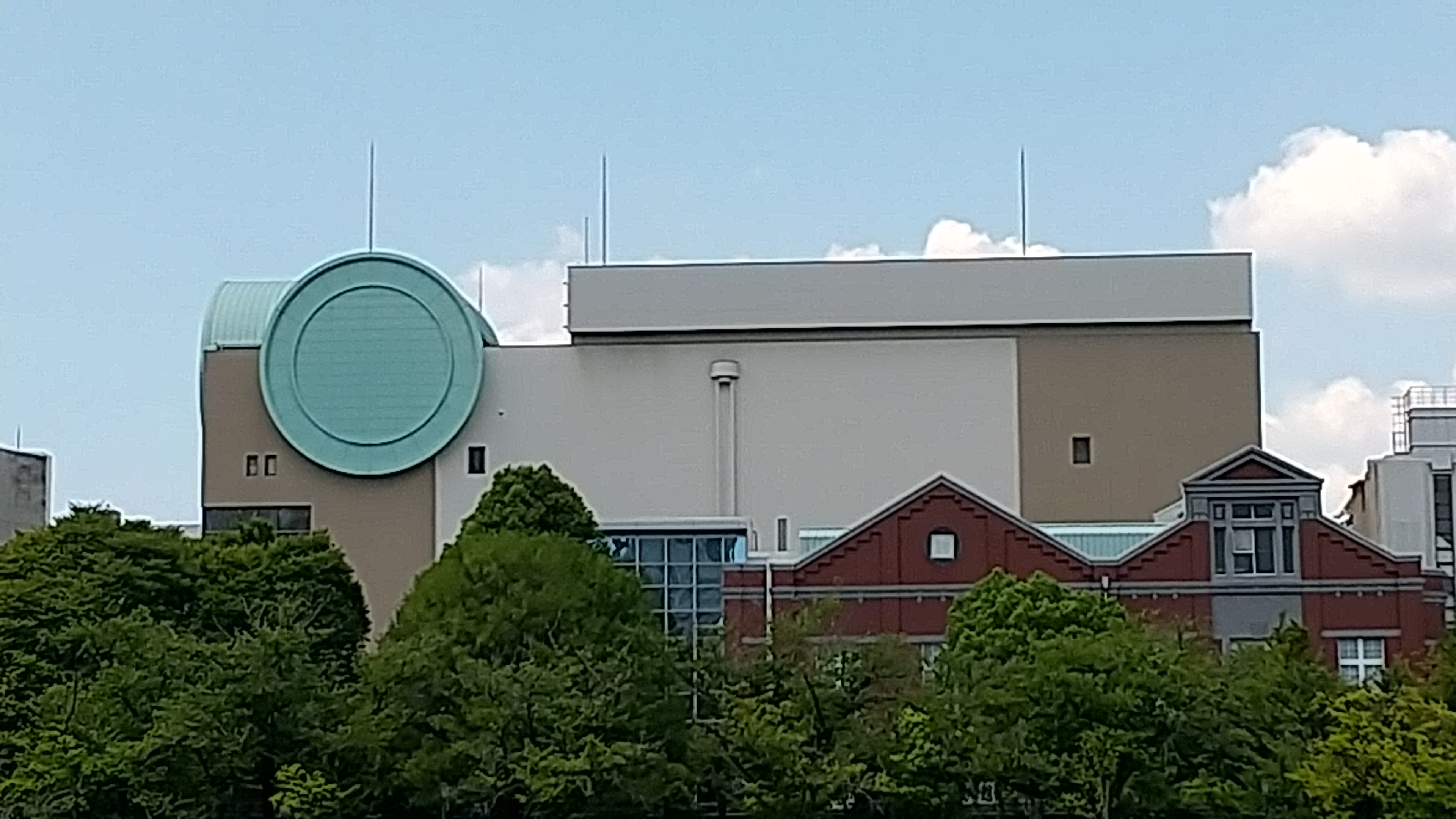
Monnaie d'Osaka, 2024.

### Filiale de Tokyo
1. 1879 : Une filiale de l'organisme est établi dans le bâtiment du ministère des Finances. La première fonction du bureau est d'accepter l'or et l'argent pour en faire des pièces. La filiale fut cependant fermée en 1907.
2. 1929 : Une filiale est établi à Kōjimachi-ku. Sa première fonction est le poinçonnage des métaux précieux.
3. 1939 : La filiale déménage et s'installe à son adresse actuelle à Toshima-ku.

### Filiale de Hiroshima
1. 1942 : La construction d'une usine de frappe dans la préfecture de Hiroshima est décidé dans le but de frapper des pièces de différents pays du Sud-Est asiatique au Japon.
2. 1945 : Le frappage de pièces commence en février mais la production est stoppée plus tard dans l'année.
3. 1946 : Les opérations reprennent à l'adresse actuelle.
4. 1948 : La filiale devient capable de gérer le processus complet de fabrication de pièces.

## Normes
La Monnaie du Japon chercha à adapter ses opérations avec l'organisation internationale de normalisation.